# Barichneumon danieli
Barichneumon danieli är en stekelart som beskrevs av Heinrich 1972. Barichneumon danieli ingår i släktet Barichneumon och familjen brokparasitsteklar. Inga underarter finns listade.